# Социальные рамки памяти
«Социа́льные ра́мки па́мяти» — один из основных трудов Мориса Хальбвакса, посвящённый социальной природе памяти, как индивидуальной, так и коллективной.
Начат в 1921, издан в 1925.
Понятие «рамки», заимствованное у Дюркгейма, не является строгим и носит скорее размытый характер. У Хальбвакса оно означает:
1. совокупность так называемых «ориентиров» (фр. points de repère) — социально санкционированных базовых воспоминаний, скрепляющих память индивида подобно каркасу
2. пространство и время как социальные конструкции
3. язык — самая элементарная и самая устойчивая рамка коллективной памяти

## Оглавление
1. Сновидения и образы-воспоминания
2. Речь и память
3. Реконструкция прошлого
4. Локализация воспоминаний
5. Коллективная память семьи
6. Религиозная коллективная память
7. Социальные классы и их традиции

## Влияние
Введённое Хальбваксом понятие коллективной памяти получило развитие в теории культурной памяти Яна Ассмана, в программе изучения «мест памяти» Пьера Нора, в книге Мэри Дуглас «Как мыслят институты» (1986).